# Polo G
Taurus Tremani Bartlett (Chicago, 1999. január 6. –, művésznevén Polo G, amerikai rapper, énekes és dalszerző. 2018-ban lett ismert Finer Things és Pop Out kislemezeinek köszönhetően. 2019-ben kiadta debütáló albumát, a Die a Legendet, amelyet pozitívan fogadtak a zenekritikusok, 6. helyig jutott a Billboard 200-on és platina minősítést kapott az Amerikai Hanglemezgyártók Szövetségétől (RIAA).
Második stúdióalbuma, a The Goat (2020) második helyen jutott a Billboard 200-on és tíz dala szerepelt a Billboard Hot 100-on. 2021-ben adta ki Rapstar című kislemezét, amely első helyen debütált a Hot 100-on. 2021 júniusában jelent meg harmadik stúdióalbuma, a Hall of Fame.

## Korai évek
Taurus Tremani Bartlett 1999. január 6-án született Chicago Old Town részében, Taurus Bartlett és Stacia Mac gyermekeként. Marshall Field Garden Apartments-ben nőtt fel, három testvére van (két fiatalabb, egy idősebb).

## Karrier

### 2018-2019: kezdetek, szerződés és aDie a Legend
Bartlett első dala az ODA volt, amelyet YouTube-on adott ki. 2018-ban hozta létre SoundCloud fiókját, amelyen kiadta Gang WithMe című dalát, amelyet gyorsan több millióan hallgattak meg. Welcome Back és Neva Cared című dalai is sikeresek lettek. 2019 elején kiadta Pop Out című dalát, Lil Tjayvel, ami 11. helyig jutott a Billboard Hot 100-on. A dal videóklipje, több mint 250 millió megtekintést szerzett és ennek köszönhetően leszerződtette a Columbia Records. Bartlett ezt követően kiadta debütáló kislemezét 2019. június 7-én és a Billboard 200-on hatodik helyig jutott.

### 2020-napjainkig: aThe Goat, az Only Dreamers Achieve Records,Hall of Fameés a "Hall of Fame 2.0"
2020. február 14-én Bartlett kiadta Go Stupid című dalát Stunna 4 Vegas és NLE Choppa közreműködésével. A dal második kislemeze lett, amely szerepelt a Billboard Hot 100-on. Ezt követően kiadta második albumát, a The Goatot, május 15-én. Az album második helyen debütált a Billboard 200-on és az album tíz dala is szerepelt a Billboard Hot 100-on. Ugyanebben a hónapban közreműködött Lil Durk 3 Headed Goat című dalán, amely 43. helyig jutott a Hot 100-on. Júliusban közreműködött Juice Wrld, Legends Never Die című posztumusz albumán, a Hate the Other Side című dalon. A dal 10. helyig jutott a Hot 100-on, amellyel Polo G első legjobb tízes kislemeze lett. 2020. augusztus 11-én része volt az XXL magazin 2020 Freshman Class listáján. Szeptemberben kiadta Epidemic című dalát, amely 47. helyig jutott a Billboard Hot 100-on. Október 30-án szerepelt King Von The Code című számán, a Welcome to O’Block című albumon. Ugyanebben a hónapban bejelentette saját lemezkiadóját, az Only Dreamers Achieve-et.
Bartlett szerepelt a Forbes 30 Under 30 2021-es listáján és 2021. február 5-én kiadta a GNF (OKOKOK) kislemezt. Február 12-én közreműködött a Judas and the Black Messiah filmzenéjén, a Last Man Standing dalon. Március 5-én pedig a Boogie filmen is dolgozott, Pop Smoke-kal. 2020 áprilisában Barrett kiadta Rapstar című kislemezét, amely első helyen debütált a Hot 100-on. Május 17-én bejelentette, hogy befejezte harmadik albumának felvételeit. A Hall of Fame június 11-én jelent meg.

## Capalot Records
Az Capalot Records egy amerikai lemezkiadó, amelyet a chicagói rapper, Polo G alapított 2020-ban, a Columbia Records alatt.

### Előadók listája
| Előadó   | Szerződtetés éve | Megjelenések | Jegyzet                                            |
| -------- | ---------------- | ------------ | -------------------------------------------------- |
| Polo G   | 2020             | Nincs        | Alapító; szerződve a Columbia Records kiadóval is. |
| YungLiv  | 2020             | Nincs        |                                                    |
| Scorey   | 2021             | 1            | szerződve a Columbia Records-hoz is.               |
| TOB Duke | 2021             | Nincs        |                                                    |

## Diszkográfia
- Die a Legend (2019)
- The Goat (2020)
- Hall of Fame (2021)
- Hall of Fame 2.0 (2021)